# Vaishnava Jana To
Vaishnava Jana To (« Celui qui est Vishnouïte ») est un des hymnes hindous (bhajan) les plus populaires, écrit au XVe siècle par le poète Narsinh Mehta, en Gujarati. C'est un poème à chanter (pada) dévotionnel qui dépeint l'attitude que doit adopter le vaishnava, dévot de Vishnou. C'était le chant préféré du Mahatma Gandhi, une de ses prières quotidiennes,.

## Paroles
Gandhi a lui-même fait une traduction en anglais, présentée ici avec quelques modifications :
| Gujarati | Anglais (trad. d'après Gandhi) | Français (trad. depuis l'anglais) |
| --- | --- | --- |
| Vaishnav Jan to taynay kahyeeye, Jay peerh paraayee janneyray Par dukkhey upkar karey teeyey Manabhiman na anney ray.      | He is a real Vaishnav Who feels the suffering of others as his own suffering. He is ever ready to serve, And is never guilty of overweening pride.                    | C'est un vrai vishnouïte Celui qui ressent la souffrance des autres comme si c'était la sienne. Il est toujours prêt à servir, Et ne fait jamais preuve d'orgueil démesuré.             |
| Sakal lokma Sahuney bandhey, Ninda Na karye kainee ray. Baach kaachh, Man nischal raakhey, Dhan-dhan jananee tainee ray.   | He bows before everyone, Despises none, Preserves purity in thought, word and deed. Blessed is the mother of such a son.                                              | Il respecte tout le monde, Ne méprise personne, Garde ses pensées, paroles et actions pures. La mère d'un tel fils est bénie.                                                           |
| Samdrishi nay trishna tyagee, Par-stree jaynay mat ray. Vivihva thaki asatya na bolay, Par-dhan nav jhaley haath ray.      | He preserves equanimity and renounce greed, In every woman he reveres his mother. Never stains his mouth with falsehood, Nor touches the riches of another.           | Il reste équanime et sans avidité, Respecte chaque femme comme sa mère. Il ne prononce aucun mensonge, Ni ne convoite la richesse d'autrui.                                             |
| Moh maaya vyaayey nahin jeynay, Dridth vairagya jana manma ray. Ram-nam-shoom taalee laagee, Sakal teerth seyna tanma ray. | The bonds of desire cannot hold him, He is detached from worldly pleasures. Ever in harmony with Ramanama, His body in itself possesses all the places of pilgrimage. | Il n'est pas lié par ses désirs, Et détaché des plaisirs mondains. En constante harmonie avec Rāma, Tous les lieux de pèlerinage sont en lui.                                           |
| Vanloohee nay kapat rahit chhay, Kaam, Krodh nivarya ray. Bhane Narsinhyo tainoo darshan karta, Kul ekotair taarya re.     | He knows neither greed nor deceit, Neither passion nor wrath. The poet Narsi will like to see such a person, By who's virtue, the entire family gets salvation.       | Il ne connaît ni avidité ni tromperie, Ni passion ni colère. Celui qui a écrit ce poème aimerait rencontrer une telle personne, Dont la vertu peut libérer sa propre famille en entier. |